# Markgräfliches Opernhaus

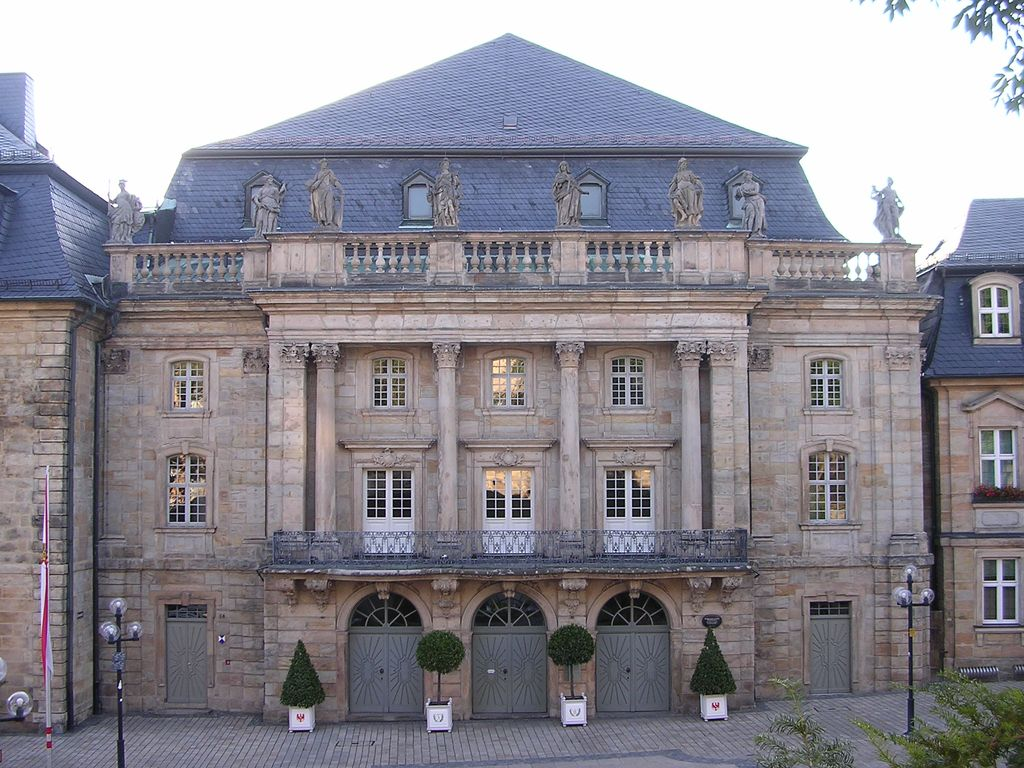
Fassade des Opernhauses, 2007

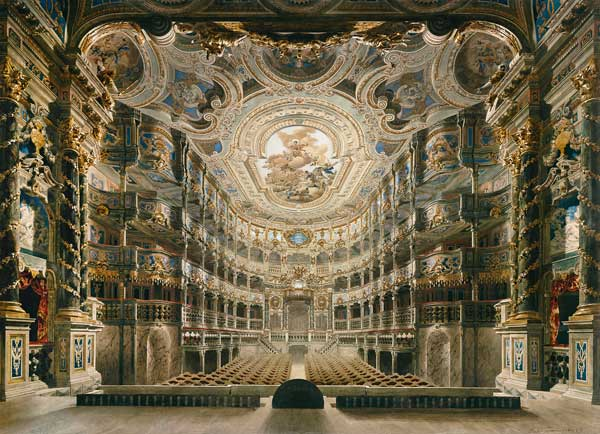
Innenraum mit Logenrängen, 1879 (Gemälde von Gustav Bauernfeind)

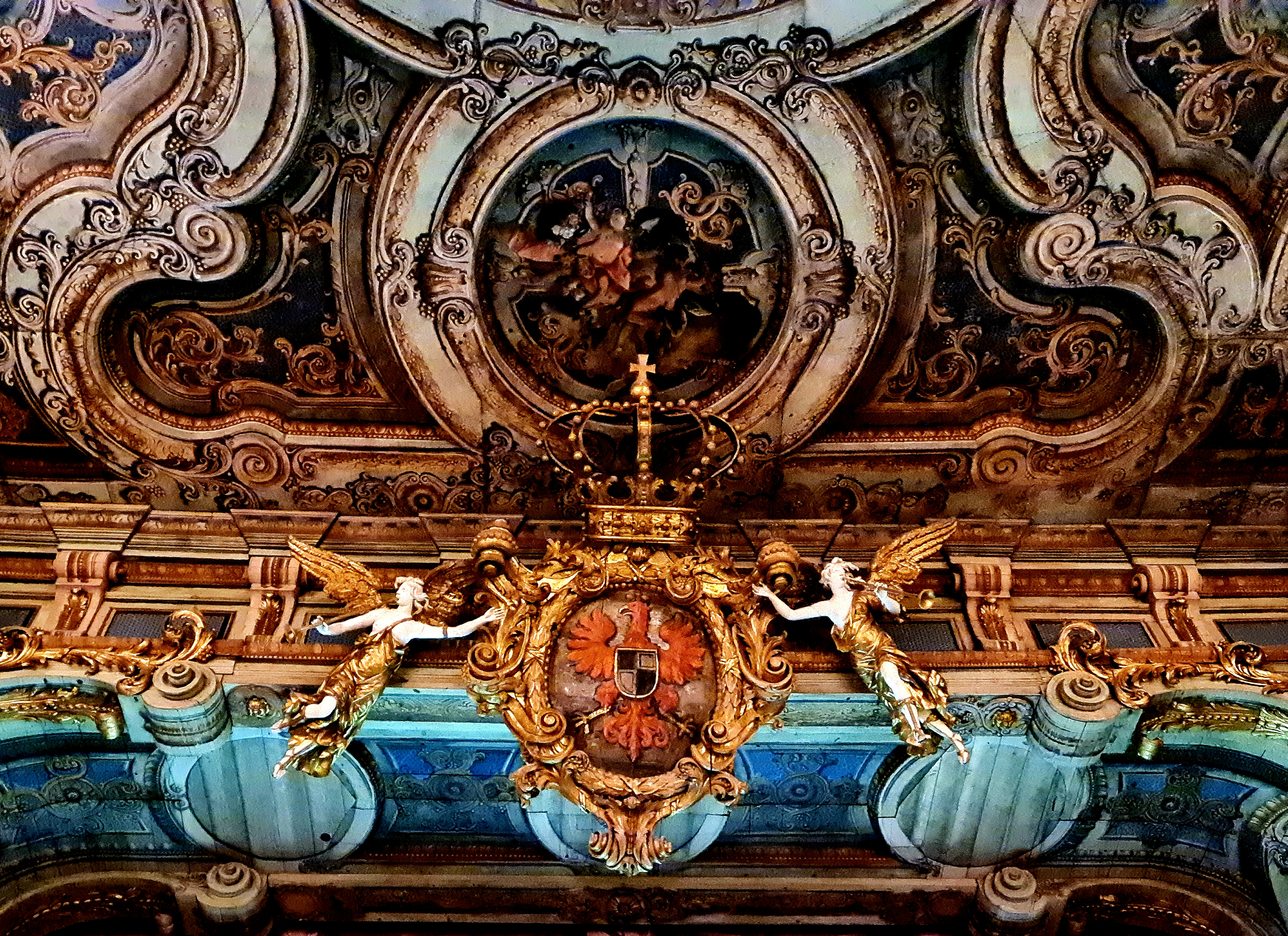
Wappenkartusche vor dem Bühnenraum: Zwei Posaune blasende Genien zu Seiten der Wappenkartusche mit dem Brandenburger Adler und der preußischen Königskrone

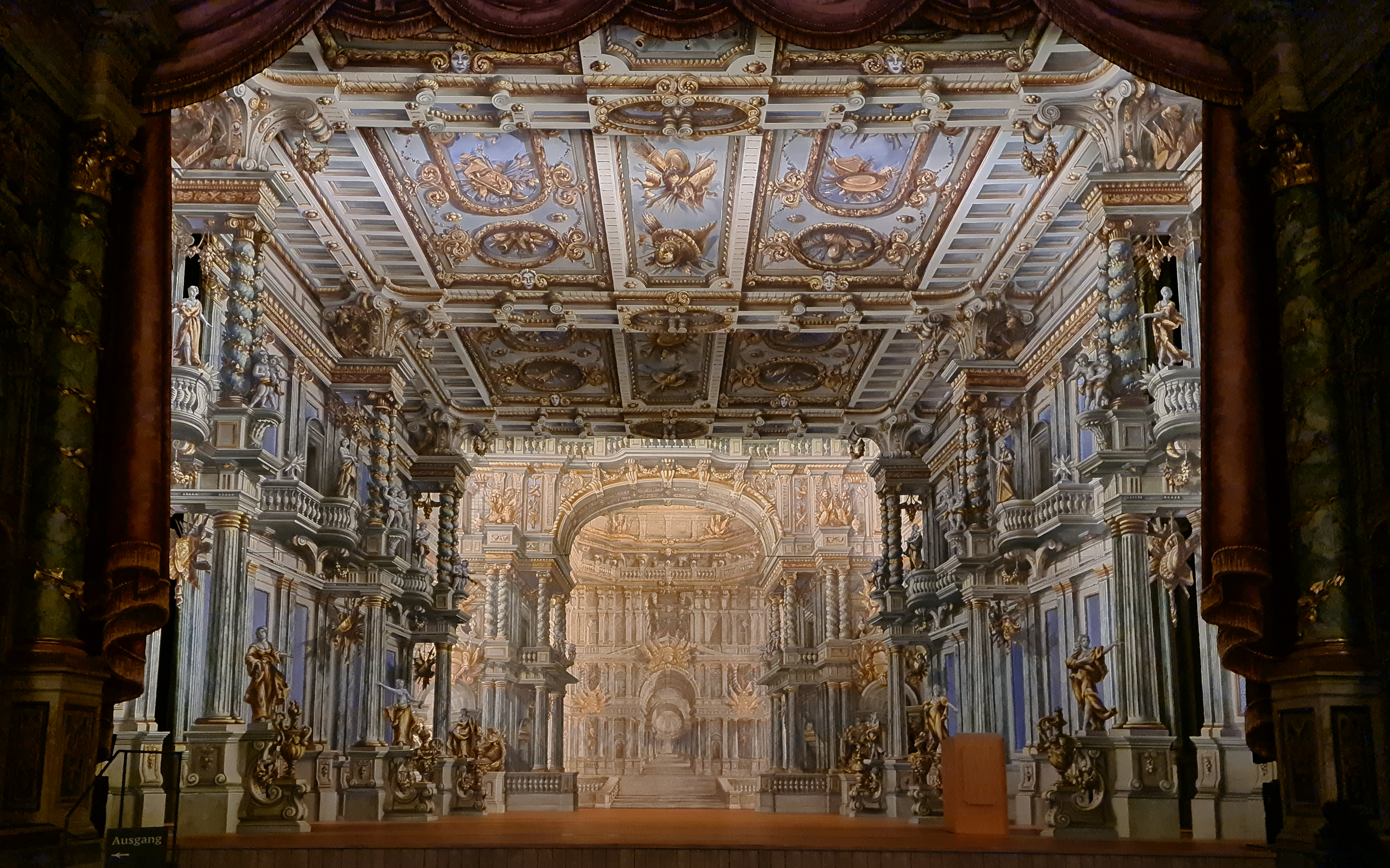
Das heutige Bühnenbild nach einer Zeichnung von Carlo Galli Bibiena (angefertigt von Malern des Bühnenservice Berlin)

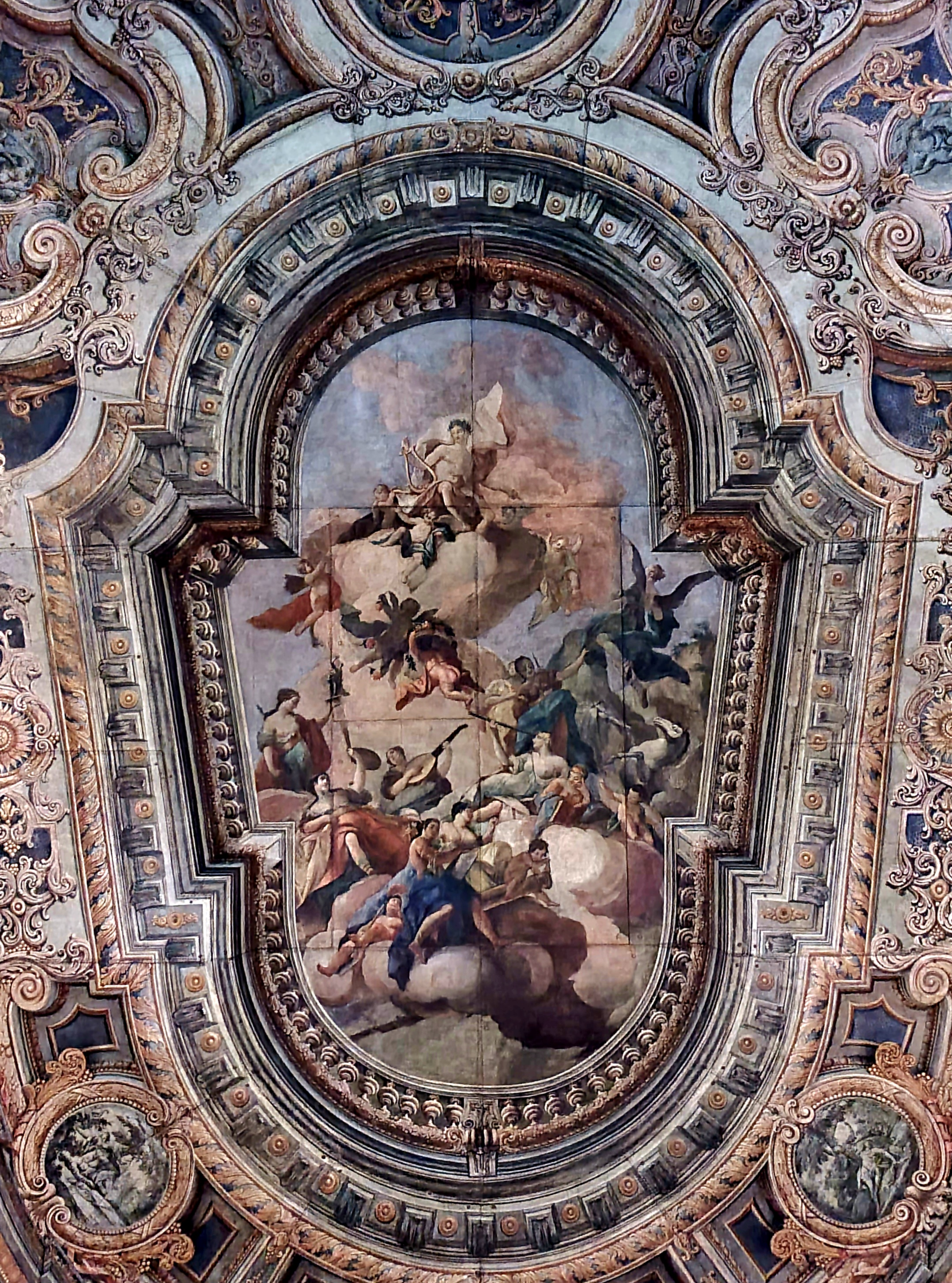
Die Malerei des Deckenplafonds – dargestellt ist der Gott Apoll auf einem Wolkengebirge umringt von Putti. Unter ihm befinden sich neun allegorische Frauengestalten.

Das Markgräfliche Opernhaus in der oberfränkischen Stadt Bayreuth ist ein Theaterbau des 18. Jahrhunderts. Da Bayreuth nach der Markgrafenzeit gegen Ende des 18. Jahrhunderts zu einer relativ unbedeutenden Provinzstadt geworden war, konnte der Bau die Folgezeit so gut wie unverändert überdauern. Dank der künstlerischen Qualität und des Erhaltungszustands ist das Markgräfliche Opernhaus neben dem Teatro Olimpico eines der beiden bedeutendsten vor der Französischen Revolution errichteten Theatergebäude, das erhalten blieb. Am 30. Juni 2012 erhob die UNESCO den barocken Bau zum Weltkulturerbe.
In Bayreuth wird es nur „Opernhaus“ genannt, das von Richard Wagner errichtete Opernhaus hingegen „Festspielhaus“. Nach dem Verkauf des Fürstentums Bayreuth an das Königreich Bayern im Jahr 1810 wurde das Gebäude als „Königliches Opernhaus“ bezeichnet.

## Vorgeschichte
In den Jahren 1714/15 ließ Markgraf Georg Wilhelm an der heutigen Münzgasse durch den Hofarchitekten Johann David Räntz ein erstes Redoutenhaus und daneben ein „Opera- und Komödienhaus“ errichten. Das Bühnenhaus befand sich zwischen dem Opera- und dem Redoutenhaus unmittelbar neben dem heutigen Opernhaus. Dieser Bau genügte den Ansprüchen der Markgräfin Wilhelmine (ab 1735 mit ihrem Mann Friedrich Herrscherin über das Fürstentum Bayreuth) jedoch nicht.

## Baugeschichte
Das Markgräfliche Opernhaus wurde zwischen 1744 und 1750 erbaut und zählt zu den wenigen im Original erhaltenen Theater- und Opernbauten der damaligen Zeit in Europa. Es sollte damals den Besuchern den Beginn eines Zeitalters der Weisheit und des Friedens vermitteln, das unter dem Markgrafenpaar Friedrich und Wilhelmine eingeleitet wurde.
Das Gebäude wurde von Joseph Saint-Pierre entworfen, das Innere des Hauses gestalteten Giuseppe und Carlo Galli da Bibiena im Stil des italienischen Spätbarocks. Lediglich der originale Bühnenvorhang fehlt seit Ende des 18. Jahrhunderts – sein Verbleib ist unbekannt. Dass er von den Truppen Napoleons entwendet worden sei, ist eine Legende aus dem Jahr 1870.
Das Logentheater ist ganz aus Holz gefertigt. Die drei Logenränge sind den drei Ständen der Gesellschaft zugeordnet. Bemerkenswert ist jedoch die Tatsache, dass die Fürstenloge fast nie vom Markgrafenpaar genutzt wurde. In der Mitte der ersten Reihe standen goldene Sessel, von denen aus das Geschehen auf der Bühne aus geringer Entfernung beobachtet werden konnte.
Das Deckengemälde Apollo und die neun Musen schuf Johann Benjamin Müller aus Dresden. In den Rundbildern der Deckenrahmung sind mythologische Szenen aus Ovids Metamorphosen dargestellt.

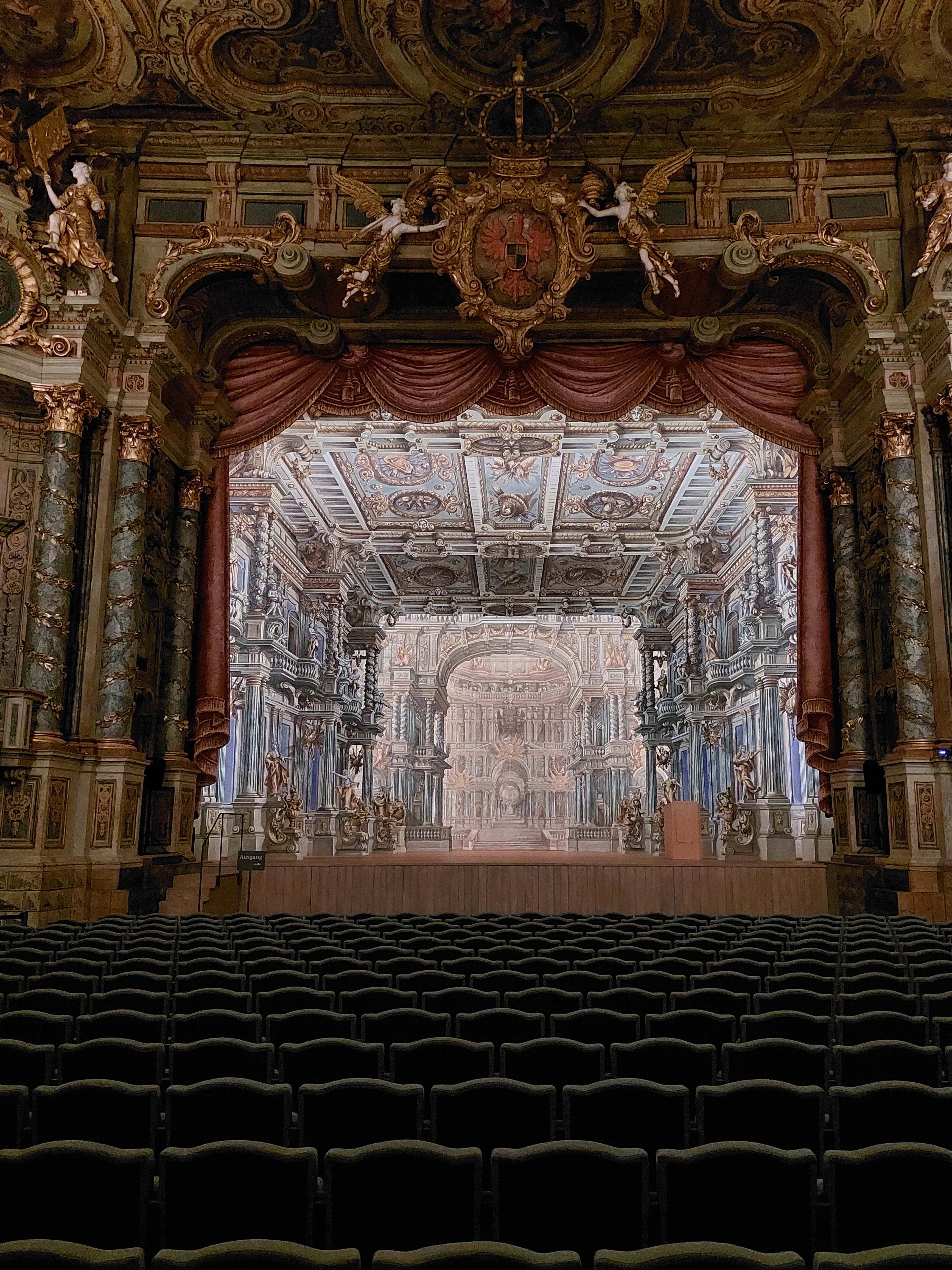
Blick über das Parkett zur Bühne
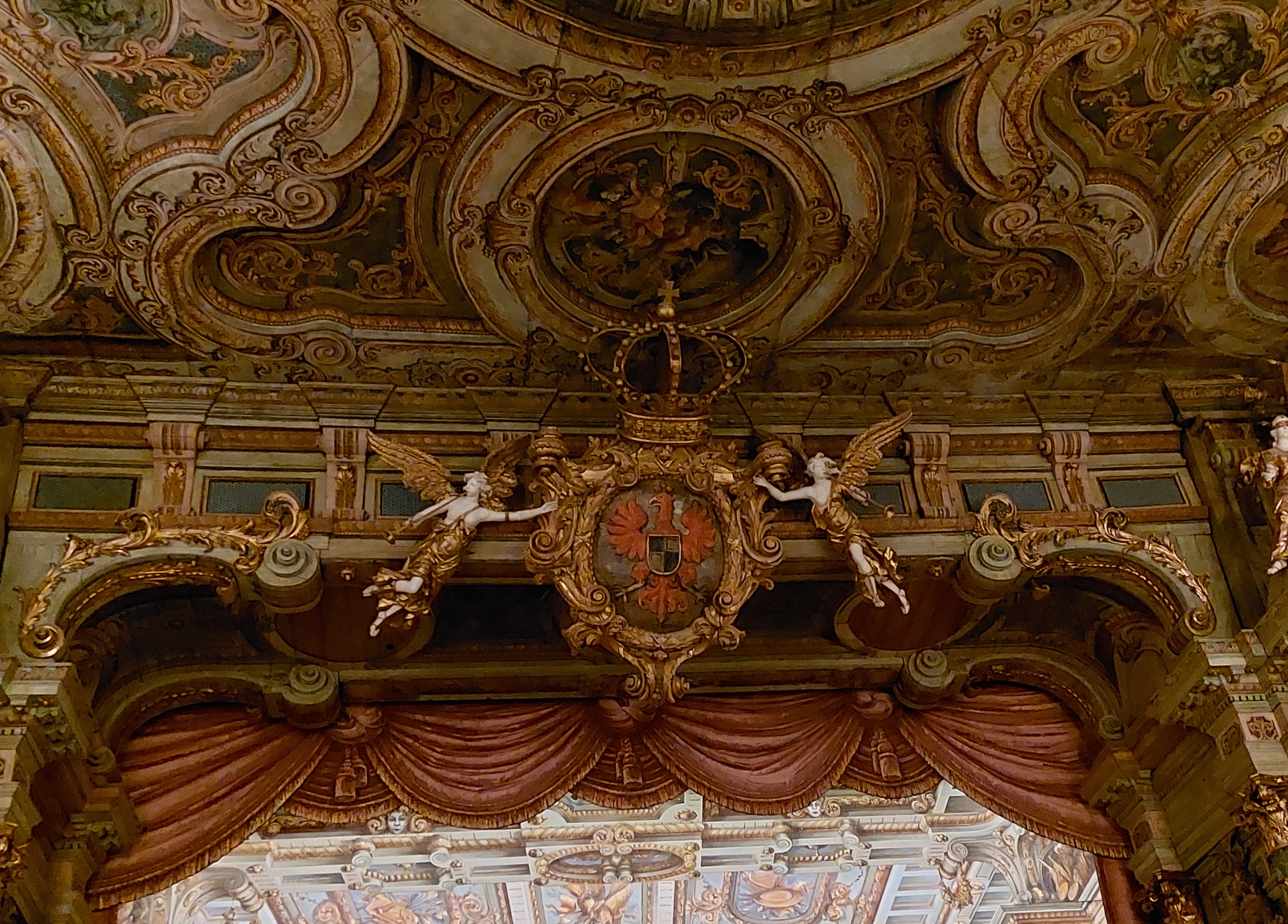
Markgräfliches Wappen über der Bühne
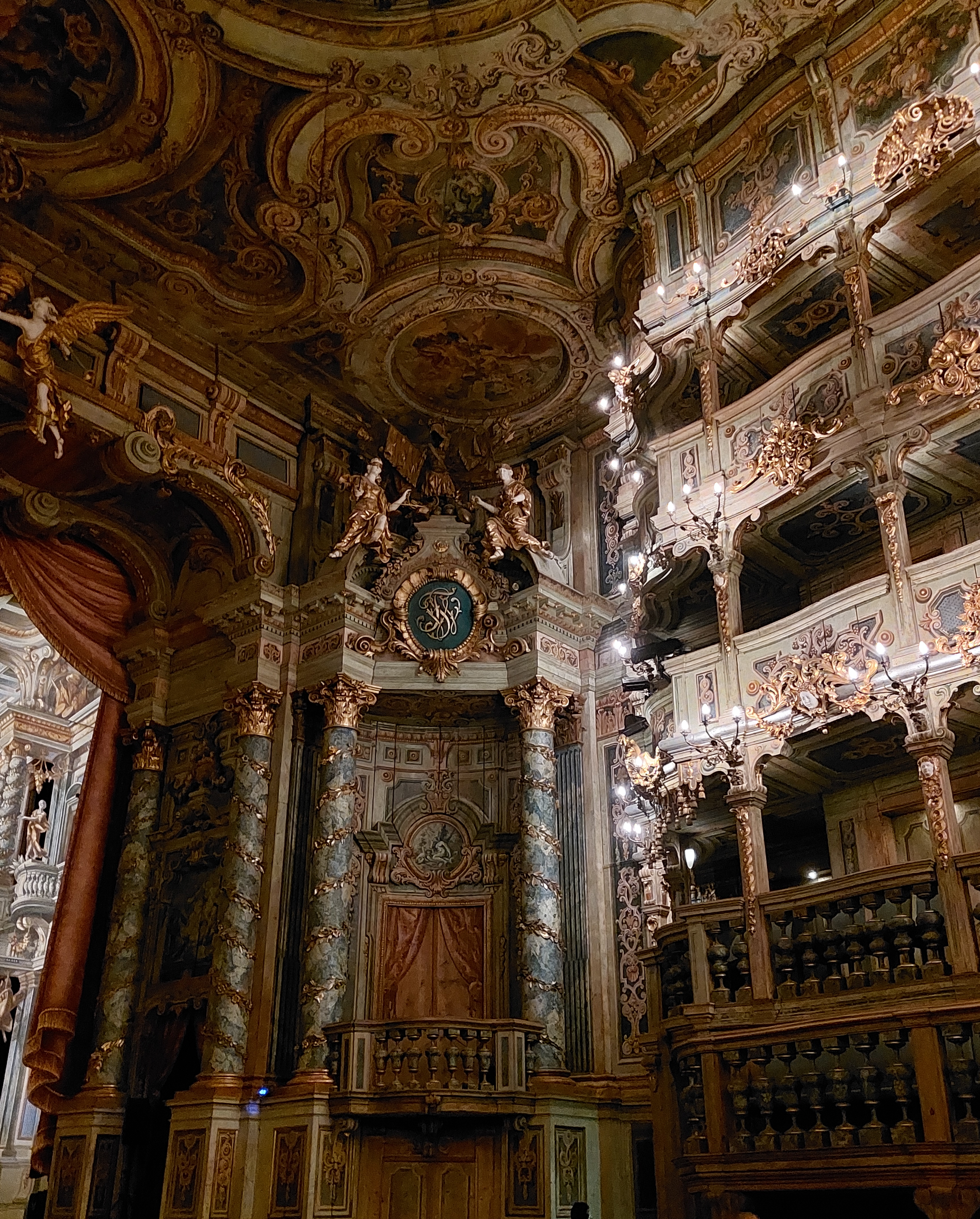
Loge für Fanfarenbläser
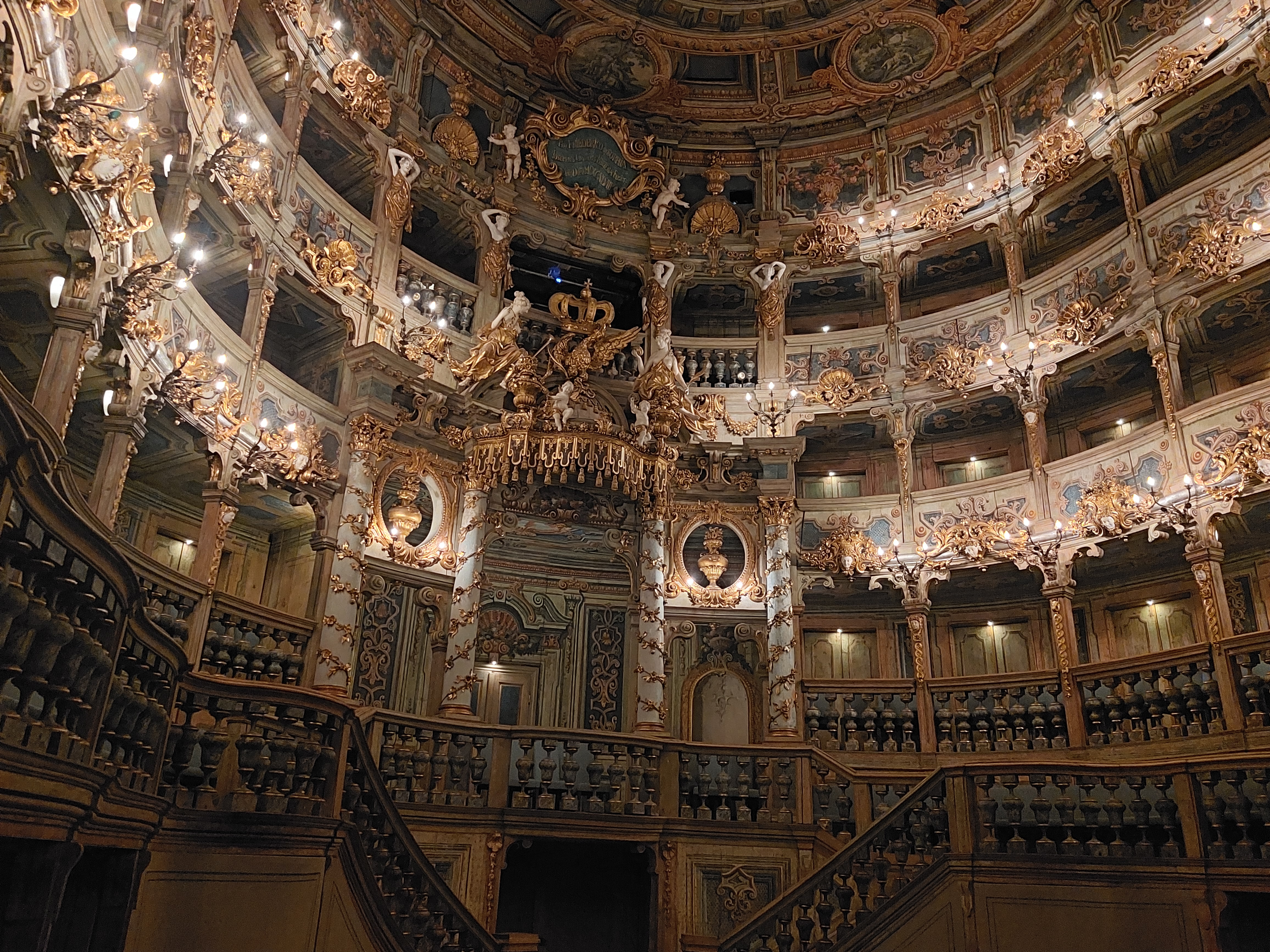
Fürstenloge und Zuschauerlogen

Bemerkenswert ist die Dachkonstruktion, die vermutlich ein Werk des Hofzimmermanns Adolf Adam Feulner und die größte ihrer Art ist. Die Beraterorganisation ICOMOS (International Council on Monuments and Sites) der UNESCO erachtete in ihrer Beurteilung das Dach als besonders wertvoll und stufte es als Teil des Welterbes ein.
Mit 25 Meter Spannweite ist das stützenfreie Dach an der Grenze der möglichen Konstruktionslänge. Es ist eine barocke Hängewerkskonstruktion. Dafür wurden die maximalen Stammlängen verwendet, die erhältlich waren. Manche Balken konnten nicht einmal mehr bis zum Ende kantig bebeilt werden, um die Stabilität nicht zu gefährden. Das gewagte Vorgehen war nötig, da die Markgräfin einen gigantischen Zuschauerraum ohne störende Stützkonstruktionen und eine der größten Bühnen ihrer Zeit (180 Quadratmeter Spielfläche) erwartete.
Das Holz für das Dachtragwerk wurde vermutlich im Winter 1746/47 in den Oberförstereien Kulmbach und Sankt Johannis, den Förstereien Creußen, Lindenhardt und Röhrenhof sowie der Wildmeisterei Himmelcron geschlagen. Die Hofzimmerer mussten, nachdem die Außenwände hochgezogen waren, das Dach möglichst schnell errichten, um Bibiena den Innenausbau im Trockenen zu ermöglichen. Das nicht perfekt rechteckige Grundstück zwang dabei zum Kaschieren von Unregelmäßigkeiten und erschwerte es, einen Dachstuhl mit einem gerade durchlaufenden First zu errichten. Um die unterschiedlichen Breiten des Hauses von vorn nach hinten – das Dach verspringt um bis zu 40 Zentimeter – auszugleichen, baute Feulner vier Dachstühle nach demselben Prinzip und verband sie miteinander.
Das geflößte Holz wurde feucht verbaut. Um schneller fertig zu werden, ließ Feulner zwei Phasen der Dachaufrichtung parallel aufeinander zulaufen: eine von der Bühne kommend Richtung Mitte des Baus, die andere von vorn. Bibiena kam erst 1747, als der Dachstuhl stand und die Baustelle trocken war, zum Einbau des Logenhauses nach Bayreuth. Zur Eröffnung hatte die Straßenfassade noch einen geraden Abschluss. Das Walmdach an der Straßenseite entstand erst 1750 mit dem Anbau des Vestibüls.

## Geschichte
Das Opernhaus wurde Ende September 1748 anlässlich der Vermählung der Tochter des Markgrafenpaares, Elisabeth Friederike Sophie von Brandenburg-Bayreuth, mit Herzog Carl Eugen von Württemberg eingeweiht. Zur Eröffnung war die Fassade noch nicht fertiggestellt. Im Rahmen eines glänzenden Fests wurden die italienischen Opern Artaserse und Ezio des Komponisten Johann Adolph Hasse aufgeführt. Der Bau des Gebäudes, für dessen Kosten letztlich die markgräflichen Untertanen aufkommen mussten, stürzte das Fürstentum Bayreuth in eine Schuldenkrise.

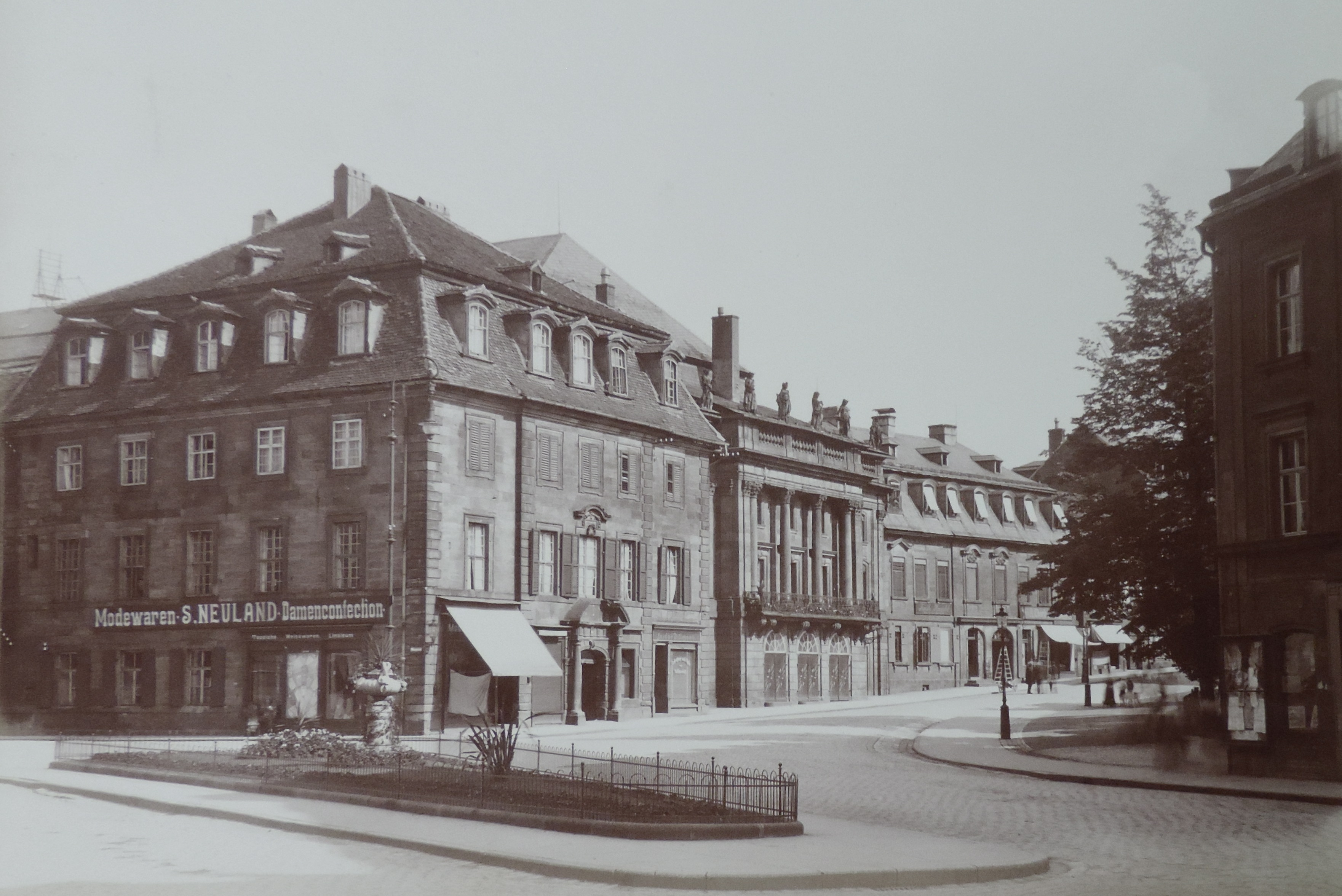
Redoutenhaus (links) und Markgräfliches Opernhaus um 1900

Markgräfin Wilhelmine, eine Schwester Friedrichs des Großen, starb zehn Jahre nach der Einweihung. Sie war eine begabte Komponistin und Librettistin von Opern und Singspielen, die in Bayreuth aufgeführt wurden. Während ihrer rund 20 Jahre währenden Opernleitung (ab 1737) gab sie ihrem Musiktheater ein persönliches und eigenständiges Gesicht, was im Bau des Markgräflichen Opernhauses gipfelte. Nach ihrem Tod wurde im Theater der regelmäßige Spielbetrieb reduziert, nach dem Tod des Markgrafen Friedrich fünf Jahre später (1763) vorübergehend ganz eingestellt. Historiker sehen darin einen Grund dafür, dass dieses hölzerne Opernhaus nicht wie die anderen seiner Zeit einem Feuer zum Opfer fiel. Es wurden dort seltener Kerzen oder Lichter entzündet, die einen Brand hätten verursachen können.

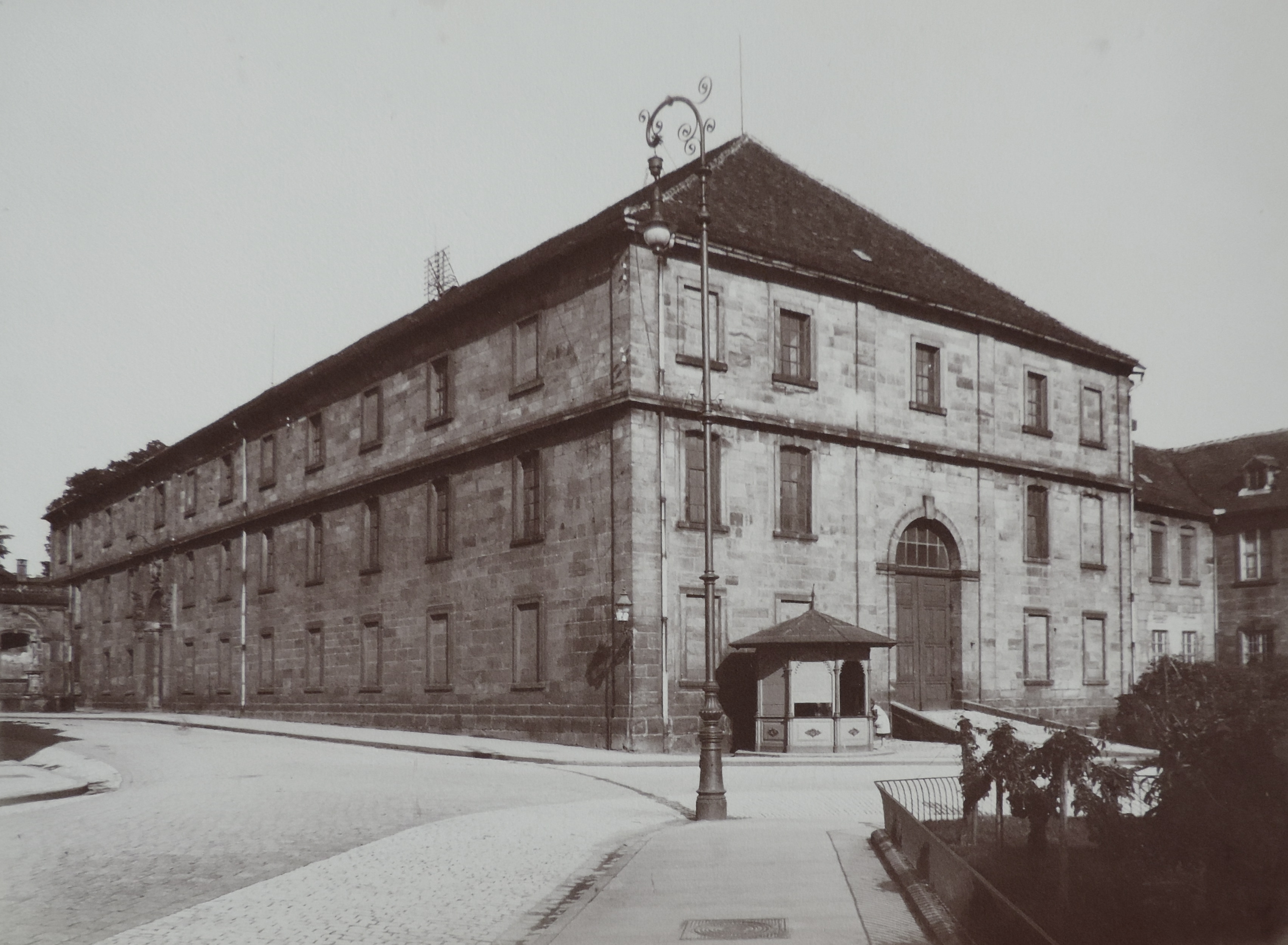
Markgräfliche Reithalle, an der Längsseite der Eingang des Theaters, frühes 20. Jahrhundert

Bayreuth leistete sich fortan keine eigenen Ensembles mehr, die Kosten und Repertoires entsprachen dem provinziell Möglichen. 1769 zog erstmals eine Wandertruppe in das Gebäude ein. Minna von Barnhelm, Romeo und Julia und – nun in deutscher Sprache – Molières Der Geizige standen damals auf dem Spielplan. Kabale und Liebe mit dem Bericht über nach Amerika verschickte Soldaten riss in den späten 1780er Jahren in der Bevölkerung vermutlich schwärende Wunden wieder auf. Mehr als 2300 Männer aus seinen Bayreuther und Ansbacher Territorien hatte Markgraf Karl Alexander 1777 unter Androhung standrechtlicher Todesurteile zum Kriegsdienst in den Dreizehn Kolonien gezwungen, nur 1379 kehrten zurück. Zu jener Zeit lebten in der Stadt ungefähr 10.000 Menschen, für die bescheidenen Ansprüche der Bürgerschaft war das Opernhaus zu groß und zudem nicht beheizbar. Darum wich man ab 1785 häufig in ein kleineres, beheizbares Theater aus, das 1762 in der markgräflichen Reithalle entstanden war.
In den Jahren 1793/94 gastierte Franz Anton von Weber mit seinem Musik- und Theaterensemble, darunter sein Sohn Carl Maria, in Bayreuth. In der Aufführung Albrecht Achilles. Markgraf von Brandenburg stellte der sechsjährige Carl Maria dessen erstgeborenen Prinzen Johannes dar. Im Frühjahr 1794 erklang unter von Webers Regie im Opernhaus erstmals Mozarts Zauberflöte, „Publikumsrenner“ waren jedoch Operette und Singspiel. Die Sänger waren häufig nur Schauspieler mit ungeschulten Naturstimmen, das Orchester entstammte ebenfalls der Theatertruppe und zu seiner Verstärkung herangezogenen Stadtmusikern. Bevorzugte Autoren im Schauspiel waren Kotzebue und Iffland, zahlreiche Possenproduzenten brachten Witziges wie Die schöne Bayreutherin in Wien zur Aufführung. In der Zeit der französischen Besatzung ab 1806 wurde der Spielbetrieb eingestellt.
Nachdem Bayreuth von Napoleon Bonaparte 1810 an das Königreich Bayern verkauft worden war, wurde das Opernhaus von bayerischen Beamten verwaltet, die das Haus nicht nur kulturellen Nutzungszwecken zuführten. „Zum Trocknen des für das Armeemagazin gemahlenen Mehls fehlt es an einem schicklichen Platz, und es muss dazu das Opernhaus auf 14 Tage gebraucht werden“ heißt es in einem Schreiben der Regierung aus dem Jahr 1814. In Kriegsjahren galt das Gebäude in erster Linie als Ressource für militärische Zwecke, und sein Zustand verschlechterte sich. Ein Bericht der bayerischen Baubehörde wies darauf hin: „Das Schieferdach des Königlichen Opernhauses ist in schlechtem Zustand. Regenwasser dringt durch die Verschalung und bildet ganze Lachen im Parterre, die dann tagelang zu sehen sind.“

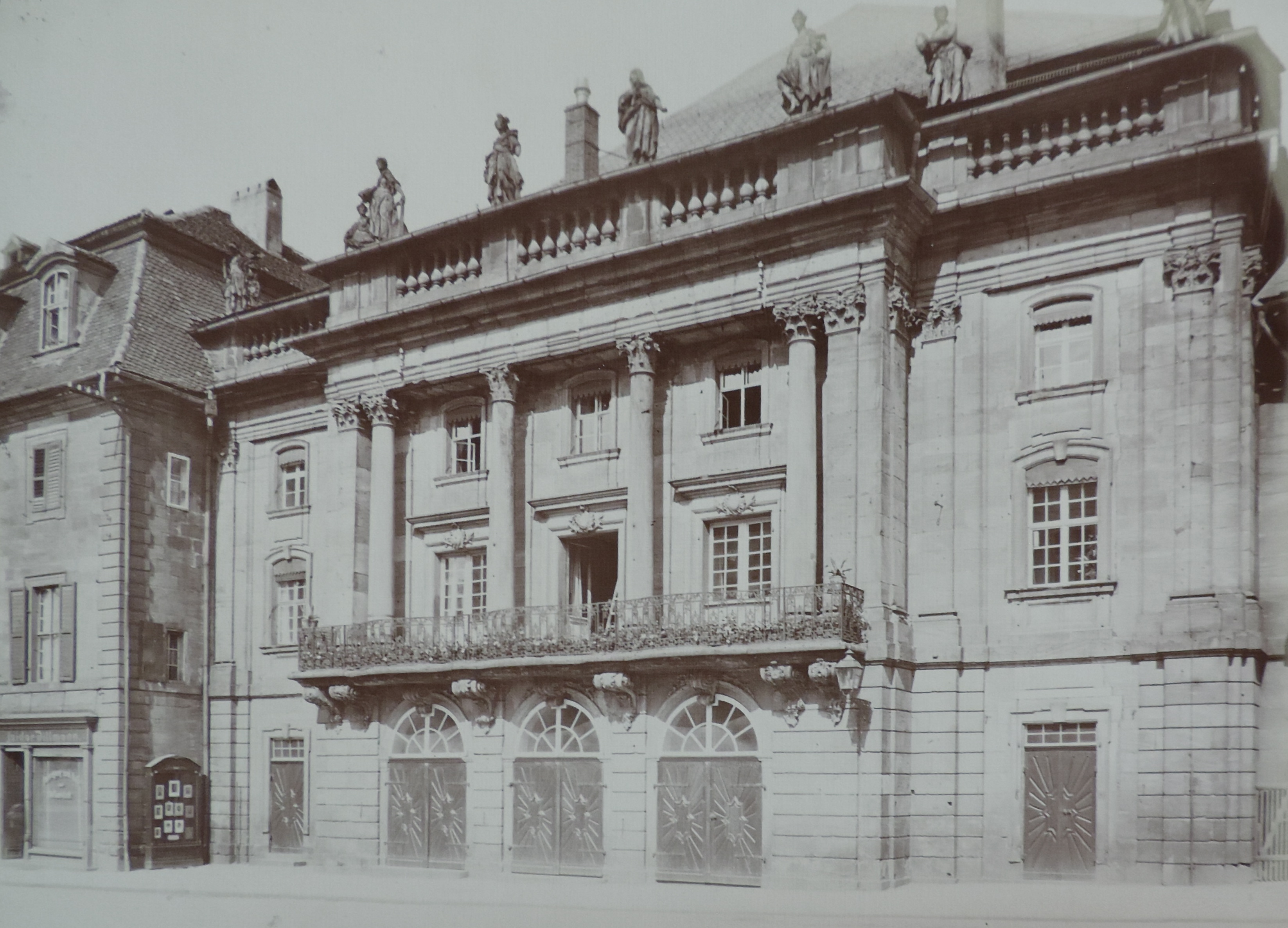
Markgräfliches Opernhaus um 1910

Das Gastspielwesen nahm im 19. Jahrhundert stabilere Formen an. Das Opernhaus wurde regelmäßig von den fixen Bühnen der Nachbarstädte Coburg, Nürnberg und Bamberg bespielt, wobei die Aktualität nicht außer Acht blieb. Stücke des gefallenen Nationalhelden Theodor Körner und Kleists Käthchen von Heilbronn wurden dargeboten, sogar für die pyrotechnische Schaustellung Der Brand von Moskau musste das feuergefährdete Opernhaus herhalten. Mit Beifallsstürmen wurde 1822 – bereits ein Jahr nach der Uraufführung – Carl Maria von Webers Freischütz bedacht. Beethovens einzige Oper Fidelio stand 1834 auf dem Spielplan. Daneben gab es im 19. Jahrhundert auch klassische Sprechtheateraufführungen. In der zweiten Hälfte des 19. Jahrhunderts spielte ein für die jeweilige Saison zusammengestelltes „Hoftheater-Ensemble“ im Opernhaus Operetten. Stars der aufstrebenden Unterhaltungsbranche fanden sich ebenfalls dort ein. Zauberkünstler, Akrobaten und Athleten traten auf, dressierte Affen zeigten ihre Kunststücke. Bis in die 1930er Jahre wurde das Markgräfliche Opernhaus als Alltagsspielstätte genutzt, ehe die von den Nationalsozialisten umgebaute ehemalige markgräfliche Reithalle (ab 1965: Stadthalle) diese Funktion übernahm.
Das Markgräfliche Opernhaus war auch ein Anziehungspunkt für den Komponisten Richard Wagner, Bayreuth als Ort für Festspiele zu wählen. Am 30. Juni 1860 hatte es dort, in Anwesenheit des bayerischen Königs Maximilian II., eine Aufführung seiner Oper Tannhäuser durch die Coburger Hofoper gegeben. Dies war der Höhepunkt einer dreitägigen Jubiläumsfeier anlässlich der fünfzigjährigen Zugehörigkeit Bayreuths zu Bayern und die erste Aufführung einer Wagner-Oper in der Stadt. Beim Besuch des „Märchenkönigs“ Ludwig II. im November 1866 wurden im damals erstmals mit Gas beleuchteten Gebäude Kostproben aus Tannhäuser und Lohengrin gespielt.
Wagner, der 1836 bereits einmal durch Bayreuth gekommen war, war um 1870 durch ein Konversationslexikon auf die für die damalige Zeit ungewöhnlich große Bühne aufmerksam geworden. Er fand dann aber bei seinem ersten Aufenthalt in der Stadt im April 1871 die Größe und Form des Zuschauerraums für seine Zwecke ungeeignet. Dennoch blieb er bei Bayreuth als Festspielort und beschloss, dort sein eigenes Theater zu errichten. Zur Feier der Grundsteinlegung des Festspielhauses dirigierte Wagner am 22. Mai 1872 Beethovens 9. Sinfonie im Markgräflichen Opernhaus. In der Vorbereitung der ersten Bayreuther Festspiele 1876 nutzte er mit Genehmigung der königlichen Behörden das Markgräfliche Opernhaus als Ausweichprobenstätte.

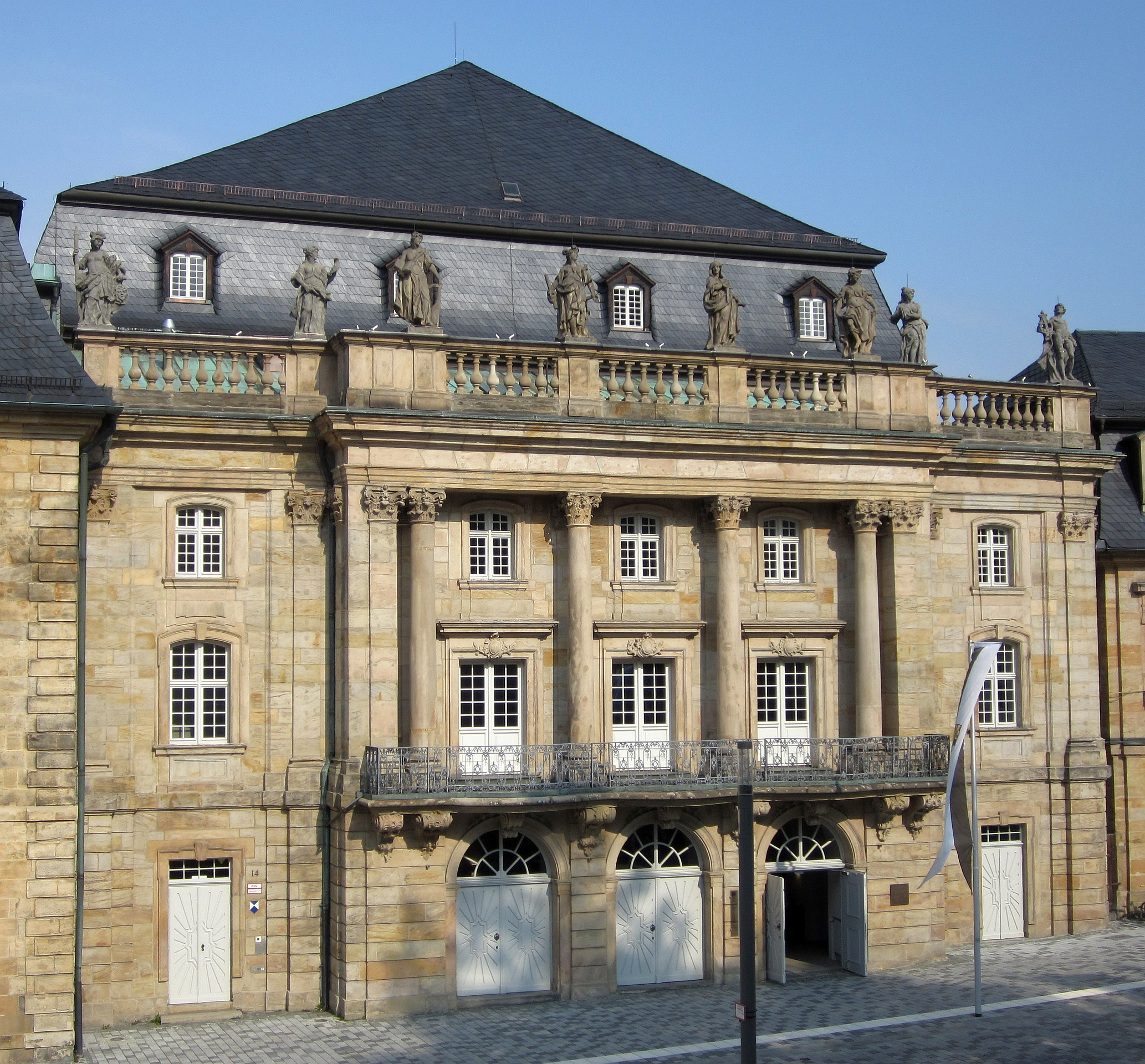
Markgräfliches Opernhaus, 2019

Nach dem Zweiten Weltkrieg war das Gebäude zunächst von der US-Militärregierung beschlagnahmt und wurde erst im Juni 1947 wieder freigegeben. Bereits im August desselben Jahres fanden Mozart-Festspielwochen statt: Auf dem Programm standen Figaros Hochzeit sowie Così fan tutte. Neben insgesamt 24 Opernaufführungen gab es einige Fest- und Kammerkonzerte. Seit 1948 gibt es stattdessen die Veranstaltungsreihe Fränkische Festwoche mit Gastspielen Münchner Bühnen.
Anfang der 1950er Jahre war das Opernhaus Drehort für die Filme Gefangene Seele, Bildnis einer Unbekannten, Moselfahrt aus Liebeskummer und Frauen um Richard Wagner. Auch Szenen des Films Nur wenige sind auserwählt aus dem Jahr 1960 sowie der Fernsehserie Wagner – Das Leben und Werk Richard Wagners von 1983 entstanden in dem Gebäude. 1994 drehte der belgische Regisseur Gérard Corbiau für den Film Farinelli, der Kastrat über die Lebensgeschichte des italienischen Sängers der Barockzeit Carlo Broschi, genannt Farinelli, einen Teil der Szenen in Bayreuth.
An der Stelle des heutigen oberen Balkonsaals befand sich eine Wohnung, in der der Kastellan mit seiner Familie lebte. Sie wurde bis 1968 genutzt.
Unter dem Titel Das Markgräfliche Opernhaus und das Bayreuth der Markgräfin Wilhelmine – Die Idealwelt einer Frau zwischen Absolutismus und Aufklärung bewarb sich die Bayerische Schlösserverwaltung in Zusammenarbeit mit der Stadt Bayreuth erfolgreich um Anerkennung des Opernhauses und der weiteren originären baulichen Zeugnisse der Markgräfin Wilhelmine in Bayreuth (Eremitage, Neues Schloss und Sanspareil) als UNESCO-Welterbe-Stätte. Das UNESCO-Welterbekomitee entschied am 30. Juni 2012 positiv über den Antrag zum Opernhaus.

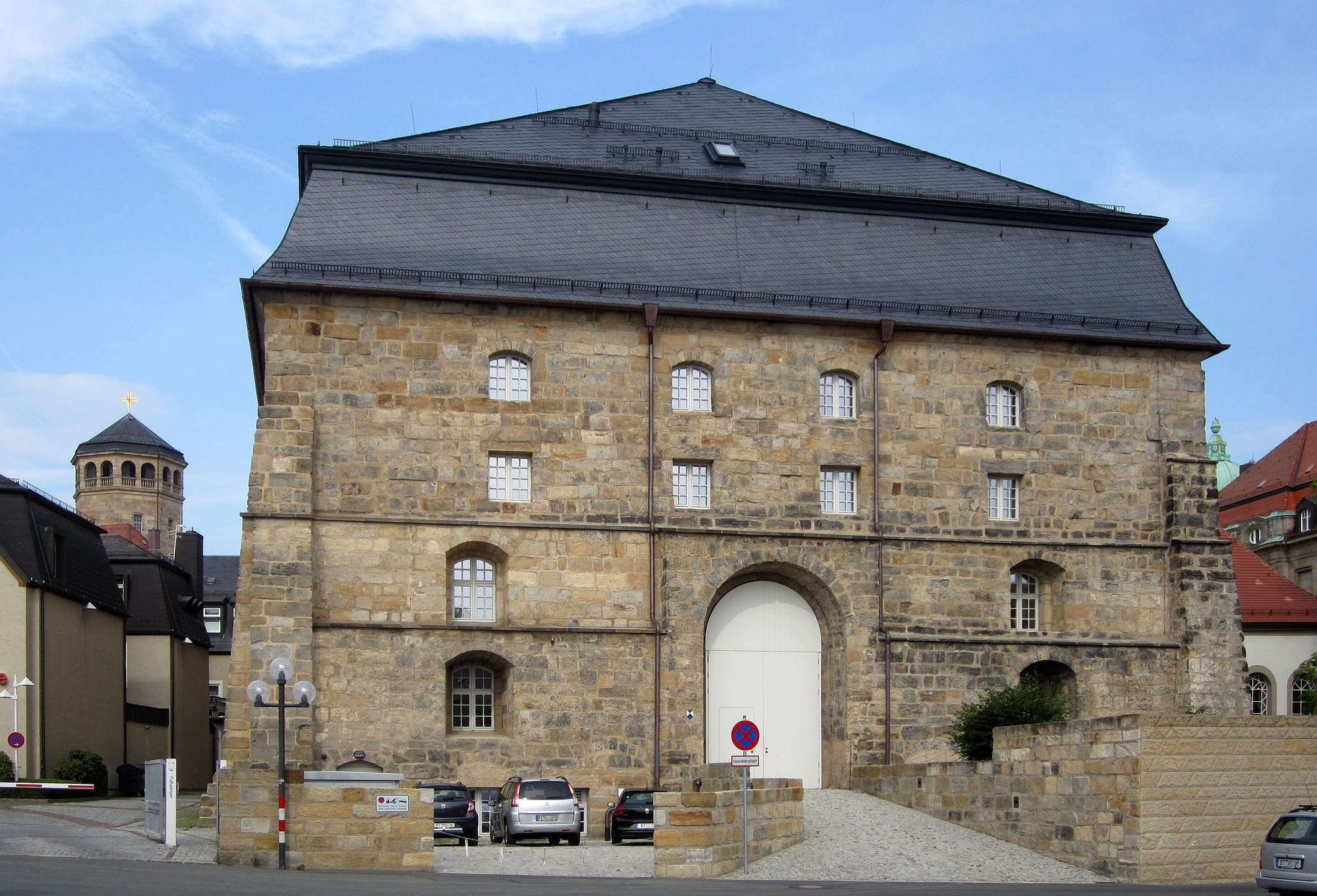
Rückseite des Markgräflichen Opernhauses im Jahr 2019; links im Hintergrund der Schlossturm, rechts direkt anschließend die Synagoge

Seit September 2012 war das Haus geschlossen und wurde grundlegend renoviert. Dabei wurde die Bühnenöffnung wieder auf die ursprüngliche Größe gebracht. Bedingt durch einen Wasserschaden im November 2014 infolge einer defekten Wasserleitung dauerte die Renovierung bis April 2018. Die Kosten stiegen voraussichtlich um 1,8 Millionen Euro auf insgesamt 29,3 Millionen Euro. Heute zählt das Haus 512 Sitzplätze einschließlich 28 Hörplätzen in den Rängen. Am 12. April 2018 wurde das Markgräfliche Opernhaus nach fünf Jahren Bauzeit mit einer Aufführung der Oper Artaserse, welche auch zur Eröffnung im Jahr 1748 aufgeführt worden war, feierlich wiedereröffnet.

## Museum

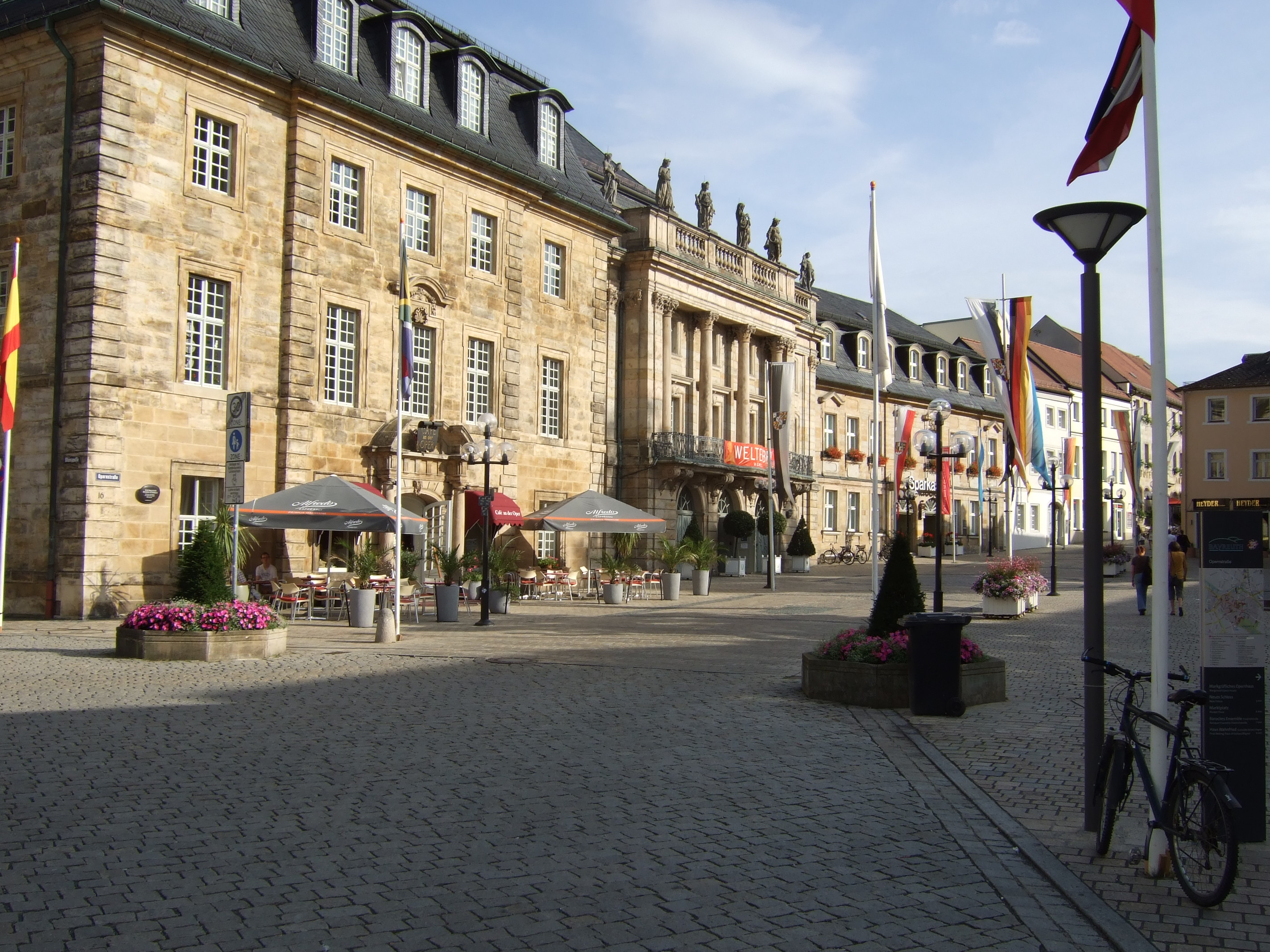
Opernstraße mit Redoutenhaus (links) und Markgräflichem Opernhaus, 2012

Heute bilden das Markgräfliche Opernhaus und das benachbarte Redoutenhaus einen Museumskomplex. In den Räumen des Redoutenhauses ist seit April 2023 eine Ausstellung zum Welterbe Markgräfliches Opernhaus und zur bayreuther Theaterkultur des Barock zu sehen. Die nach dem Mehr-Sinne-Prinzip gestaltete Ausstellung verfügt unter anderem über die bedeutendste und weltweit vollständigste Rekonstruktion einer barocken Bühne samt barocker Bühnentechnik und Spezialeffekten, die von den Besucherinnen und Besuchern ausprobiert werden kann. Zu den Exponaten zählt zudem ein detailliertes Modell zur architektonischen Konstruktion des Theaterbaus. Das inklusive Mitmach-Museum verfügt über multisensuelle Vermittlungsangebote wie Anfass-, Hör- und Riech-Stationen.
Im Neuen Schloss sind einige Räume den Theaterbauten der Markgräfin Wilhelmine und der Architektenfamilie Galli-Bibiena gewidmet. Es beherbergt u. a. ein Modell des Opernhauses im ursprünglichen Zustand, d. h. vor Verkleinerung des Bühnenportals, die durch den Einbau des eisernen Vorhangs notwendig geworden war.

## Veranstaltungen
- Neujahrskonzert des Alt-Wiener Strauss-Ensembles
- Bayreuther Osterfestival: Benefizkonzert zugunsten krebskranker Kinder des Klinikums Bayreuth
- Musica Bayreuth
- Bayreuther Barock: Dieses Festival mit Aufführungen von zum Teil in Vergessenheit geratenen Barockopern findet seit dem Jahr 2000 im Opernhaus statt. 2006 wurden Georg Friedrich Händels Opernpasticcio Giove in Argo mit der ersten modernen Wiederaufführung sowie Le Nozze di Dorina von Baldassare Galuppi gegeben. 2007 standen Purcells King Arthur und Reinhard Keisers Fredegunda auf dem Spielplan.
- Die Pianomanufaktur Steingraeber veranstaltet dort regelmäßig Konzerte mit namhaften Pianisten und Pianistinnen. Darunter waren bereits Kit Armstrong, Elisabeth Leonskaja, Cyprien Katsaris und Fazıl Say.[41][42][43][44]

## Sonstiges
- Wilhelm Heinrich Wackenroder: „Ein Opernhaus, das wohl fast so groß als das Berliner Opernhaus und als eines der größten und prächtigsten Opernhäuser in der Welt berufen ist.“[45]
- 1998 brachte die Deutsche Post eine Sonderbriefmarke „250 Jahre Opernhaus Bayreuth“ heraus
- Im Rahmen ihrer Europakonzert-Reihe konzertieren am 1. Mai 2018 die Berliner Philharmoniker gemeinsam mit der Sopranistin Eva-Maria Westbroek und unter dem Dirigat von Paavo Järvi im Markgräflichen Opernhaus.